# Heideck
Heideck is een plaats in de Duitse deelstaat Beieren, gelegen in het Landkreis Roth. De stad telt 4.653 inwoners.

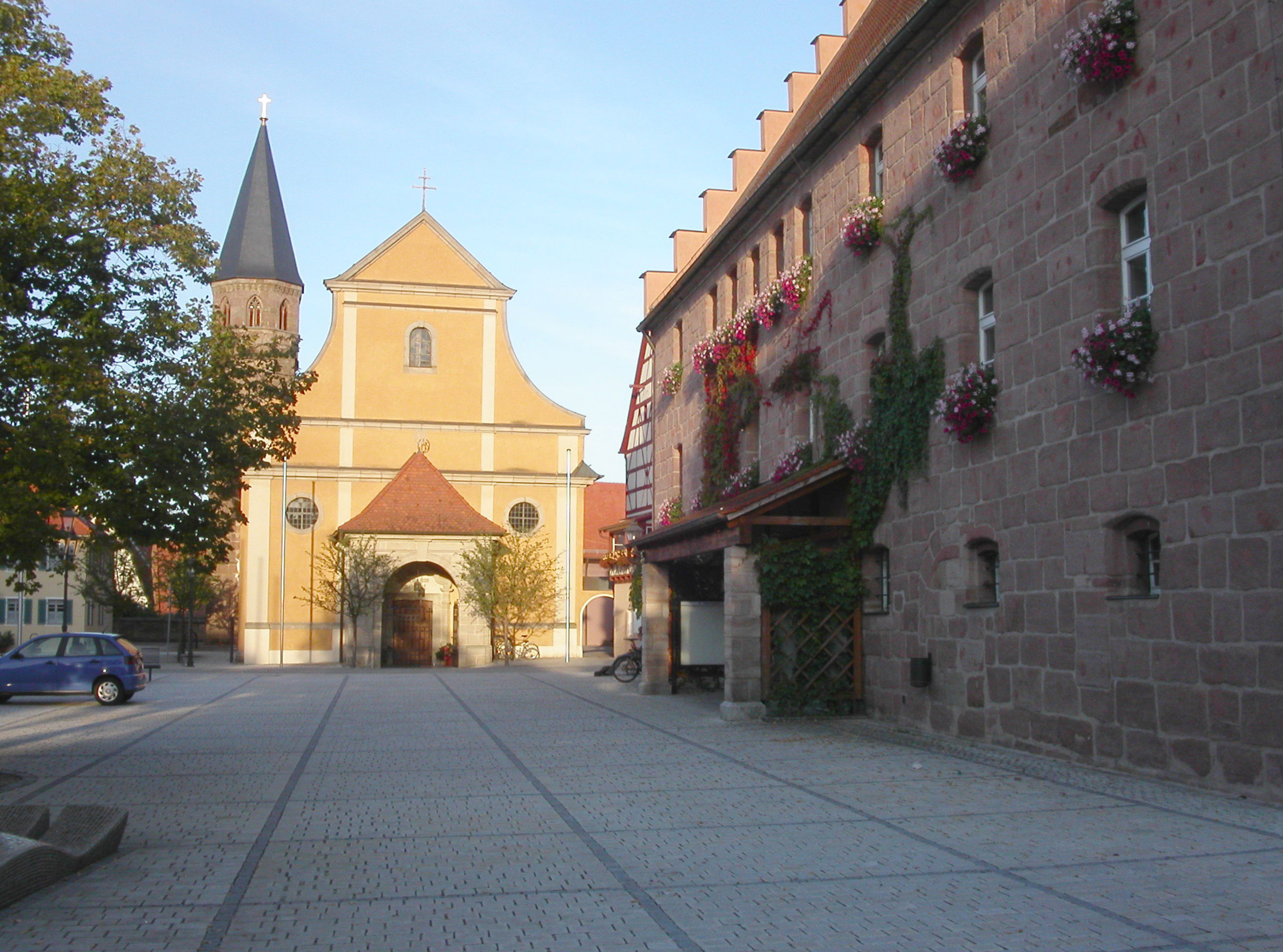
Marktplein van Heideck
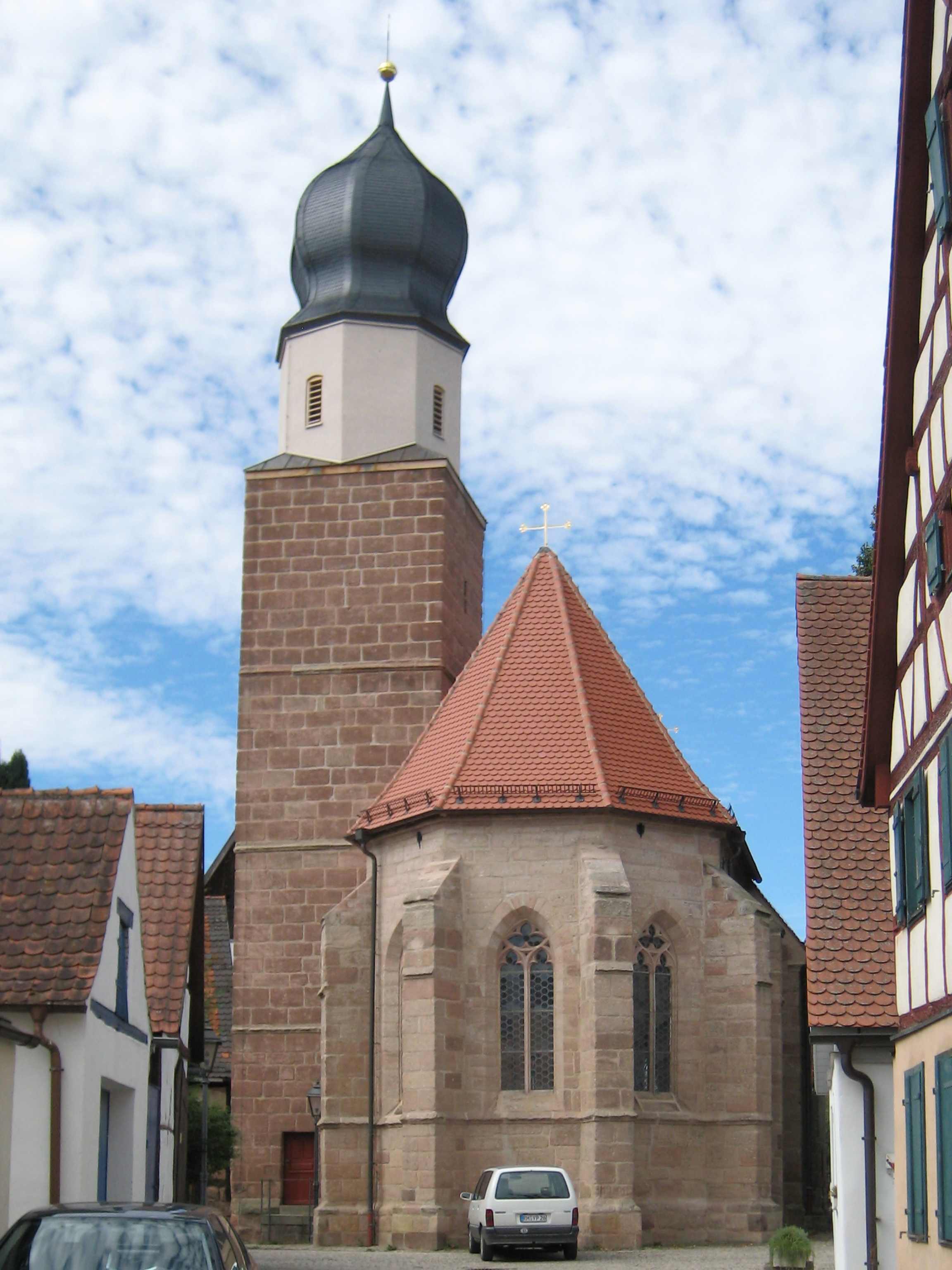
Frauenkirche in Heideck

Abenberg · Allersberg · Büchenbach · Georgensgmünd · Greding · Heideck · Hilpoltstein · Kammerstein · Rednitzhembach · Rohr · Roth · Röttenbach · Spalt · Schwanstetten · Thalmässing · Wendelstein